# Geometria discreta

Una col·lecció de cercles i el corresponent graf de disc unitari

La geometria discreta i la geometria combinatòria són branques de la geometria que estudien les propietats combinatòries d'objectes geomètrics discrets. La majoria de les preguntes, en geometria discreta, impliquen conjunts finits o discrets d'objectes geomètrics bàsics, com ara punts, línies, plans, cercles, esferes, polígons, etc.. La geometria discreta s'enfoca en les propietats combinatòries d'aquests objectes, per exemple: com s'intersecten l'un a l'altre, o com poden ser arranjats per cobrir un objecte més gran.
La geometria discreta té grans àrees en comú amb la geometria convexa i la geometria computacional, i està estretament relacionada amb temes com ara la geometria finita, l'optimització combinatòria, la geometria digital, la geometria diferencial discreta, la teoria de grafs, la geometria històrica i la topologia combinatòria.

## Història
Tot i que els poliedres i les tessel·lacions han sigut estudiats durant molts anys per gent com Kepler i Cauchy, la geometria discreta moderna té els seus orígens a finals del segle xix. Els primers assumptes estudiats van ser: la densitat de l'empaquetament de cercles de Thue, les configuracions projectives per Reye i Steinitz, la geometria de nombres de Minkowski, i el teorema dels quatre colors per Tait, Heawood i Hadwiger.

## Temes de la geometria discreta
- Poliedres i polítops
  - Combinatòria polièdrica
  - Polítops de reticle convex
  - Polinomi d'Ehrhart
  - Teorema de Pick
  - Conjectura d'Hirsch
- Empaquetament, recobriment i tessel·lació
  - Empaquetament de cercles
  - Empaquetament d'esferes
  - Conjectura de Kepler
  - Quasicritalls
  - Tessel·lacions aperiòdiques
- Rigidesa estructural i flexibilitat
  - Teorema de Cauchy
  - Poliedre flexible
- Estructures d'incidència
  - Configuració
  - Arranjament de línies
  - Arranjament d'hiperplans
- Matroides orientats
- Teoria de grafs
  - Traçat de grafs
  - Graf polièdric
  - Polígons de Thiessen
  - Triangulació de Delaunay
- Complex simplicial
- Combinatòria topològica
  - Lema de Sperner
  - Mapa regular
- Reticle i grups discrets
  - Grup de reflexió
- Geometria digital
- Geometria diferencial discreta
- Partició de conjunts geomètrics i transversals